# Nachal Cilcal
Nachal Cilcal (hebrejsky: נחל צלצל) je vádí v Izraeli, v Judských horách v Jeruzalémském koridoru.
Začíná v nadmořské výšce přes 500 metrů na jihozápadních svazích hory Har Ja'aran. Směřuje pak k západu zvolna se zahlubujícím údolím se zalesněnými svahy. Ústí pak zleva do toku Nachal ha-Nativ.